# Utricularia cornigera
Utricularia cornigera är en tätörtsväxtart som beskrevs av Studnicka. Utricularia cornigera ingår i släktet bläddror, och familjen tätörtsväxter. Inga underarter finns listade i Catalogue of Life.